# Сянино (Вологодская область)
Сянино — деревня в Усть-Кубинском районе Вологодской области.
Входит в состав Никольского сельского поселения, с точки зрения административно-территориального деления — в Никольский сельсовет.
Расстояние по автодороге до районного центра Устья — 30,5 км, до центра муниципального образования Никольского — 2,5 км. Ближайшие населённые пункты — Волосово, Филенское, Никольское.
По переписи 2002 года население — 8 человек.